# Bombina bombina
O sapo-de-barriga-de-fogo ou sapo-de-barriga-de-fogo-europeu (Bombina bombina) é uma espécie de sapo-de-barriga-de-fogo nativa da Europa continental, que está distribuída pela Europa Central e Oriental.

## Distribuição
Esta espécie está presente na Alemanha, Áustria, Bielorrússia, Bósnia e Herzegovina, Bulgária, Cazaquistão, Croácia, Dinamarca, Eslováquia, Eslovénia, Federação Russa, Grécia, Hungria, Letónia, Lituânia, Moldávia, Polónia, República Checa, Roménia, Sérvia, Turquia e Ucrânia. Foi também reintroduzida na Suécia e introduzida no Reino Unido.

## Conservação
A tendência desta espécie é de declínio populacional, apesar de continuar a ser abundante em grande parte da sua área de distribuição. A norte e oeste do Danúbio beneficiou do aumento da irrigação para a agricultura, contrariando a tendência geral. Muitas populações no norte, incluindo na Polónia e Alemanha, entraram em declínio, sendo o número de indivíduos baixos na Dinamarca e Suécia. Na Rússia europeia, Ucrânia e Moldávia foram observadas várias populações locais em declínio, mas julga-se que essa tendência não se estenda a todo o território.
Na Europa ocidental e do norte, a espécie está ameaçada pela perda de habitat, através da modernização dos métodos agrícolas, de forma mais significativa a drenagem e / ou a poluição de zonas húmidas adequado. Declínios recentes no noroeste da Europa também poderão estar relacionados às mudanças climáticas. Na Turquia está ameaçado pelo desenvolvimento urbano e desenvolvimento agrícola. Dentro da antiga União Soviética, a destruição de zonas húmidas é também a mais grave ameaça, embora a poluição industrial e atividades recreativas também tenham impacto na população. Ameaças adicionais localizada a esta espécie incluem mortalidade nas estradas, encarceramento em poços abertos, com paredes verticais, hibridação e substituição por Bombina variegata e captura para comércio como animal de estimação. No entanto, em uma escala global, esta espécie não está significativamente ameaçada.

## Acções de conservação
Esta espécie está listada no Anexo II da Convenção de Berna e nos anexos II e IV da Directiva Habitats da União Europeia. Está protegida por legislação nacional em muitos países, ocorre em muitas áreas protegidas, e é listada em muitos livros e listas vermelhas nacionais e sub-nacionais. Esta espécie foi reintroduzida com sucesso em alguns locais na Suécia (Arnold, 2002), a partir de 2008, existem 10 000 adultos em 300 tanques de criação. Em outras partes da área de distribuição desta espécie, foram estabelecidas medidas de mitigação para reduzir a mortalidade nas estradas.